# Aeroportul Cooperstown-Westville
Aeroportul Cooperstown-Westville (IATA: COP, FAA LID: K23) este un aeroport din New York, Statele Unite ale Americii ce deservește zona Cooperstown⁠(d). A fost numit după zona deservită.
Situat la o altitudine de 384 m, aeroportul dispune de 1 pistă.

## Infrastructură

### Piste
Aeroportul dispune de o singură pistă. Pista 2/20 are dimensiunile 2.337 picioare × 125 picioare. 